# 마하위타얄라이 까셋삿역
마하위타얄라이 까셋삿역(까셋삿 대학역)은 2019년에 개통한 태국의 철도역이다.

## 역 주변
- 까셋삿 대학교

## 같이 보기
- 방콕 스카이트레인